# Unione dei comuni Valle degli Iblei
L'Unione dei comuni Valle degli Iblei nasce nel 2000 con l'adesione di sette comuni montani della provincia di Siracusa: Buccheri, Buscemi, Canicattini Bagni, Cassaro, Ferla, Palazzolo Acreide e Sortino, ricadenti nel territorio geografico dei monti Iblei.
La sede legale dell'Unione è presso il comune di Palazzolo Acreide.
L'Unione dei comuni denominati della Valle degli Iblei si prefigge, tra le altre cose, di favorire l’ottimizzazione dei servizi e di promuovere il fabbisgno dei comuni presso le alte cariche istituzionali.

## Simboli
I sette comuni si sono dotati di uno proprio logo e di uno stemma e un gonfalone.
Logotipo
Il logo dell'Unione è il seguente:
Stemma e gonfalone
Lo stemma e il gonfalone sono stati concessi con decreto del presidente della Repubblica del 27 novembre 2009.
Il gonfalone è un drappo di giallo con la bordatura di azzurro.